# Lloyd Werft Bremerhaven

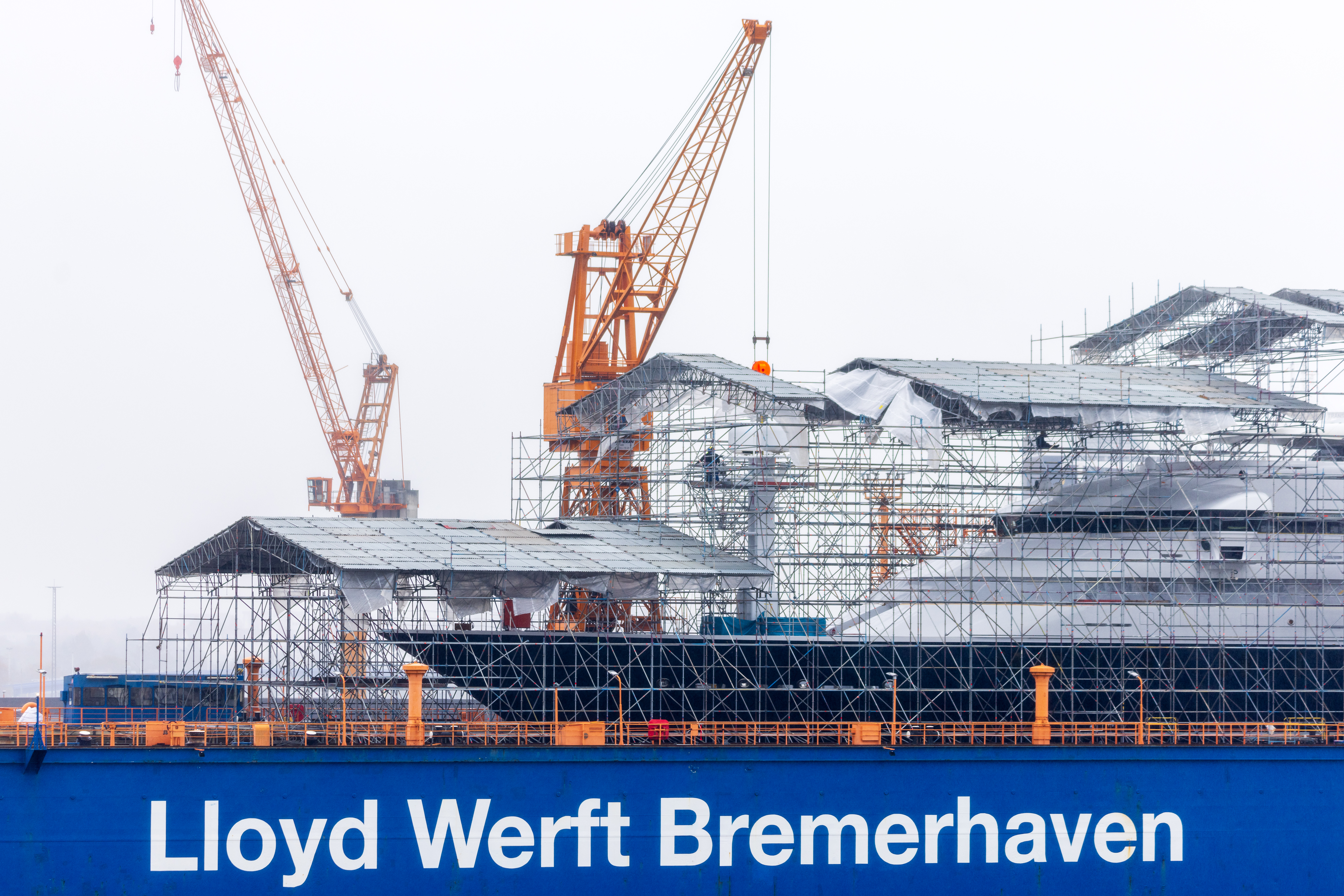
Das Schwimmdock III der Lloyd Werft

Die Lloyd Werft Bremerhaven GmbH ist eine Schiffswerft in Bremerhaven. Sie wurde 1857 als Werkstatt der Reederei Norddeutscher Lloyd (NDL) gegründet, kann auf eine wechselvolle Geschichte zurückblicken und führte insbesondere Reparatur, Umbau sowie Verlängerungen von großen Schiffen durch. Nach dem Strategiewechsel von 2017 konzentriert sich die Lloyd-Werft auf den Bau von Megayachten und Prototypen.
Das Unternehmen beschäftigt derzeit rund 340 eigene Mitarbeiter auf einem Gelände von 260.000 m² zwischen Verbindungshafen und Kaiserhafen III. Schiffe mit einem Tiefgang von maximal 11,5 m können gedockt werden.
2015 wurde die Lloyd Werft Bremerhaven GmbH von Genting Hong Kong übernommen. Anfang März 2022 wurde die Werft an die Rönner-Zech-Gruppe verkauft. Im Mai 2023 beteiligte sich die Fr. Lürssen Werft mit 25 % an der Lloyd Werft.

## Geschichte

### Gründung
Schon im Gründungsjahr der Reederei „Norddeutscher Lloyd“ wurde in Bremen und kurz darauf in Bremerhaven eine Reparaturwerkstatt eröffnet. Der Bremer Betrieb kümmerte sich anfangs vorwiegend um die lloydeigenen Binnenschiffe der Schleppschifffahrt. Aus diesem Betrieb und der alten Werft der AG Weser ging auf Initiative des Norddeutschen Lloyds im Januar 1902 die Norddeutsche Maschinen- und Armaturenfabrik hervor, aus denen 1911 die Atlaswerke AG entstanden.
Der Bremerhavener Betrieb war für die Reparatur und Ausrüstung der Seeschiffe zuständig, und mit der schnell wachsenden Flotte wurde 1862 eine weitere, größere Werkstatt eröffnet. Diese Werkstätten, lange als „Werkstattschuppen“ bezeichnet, befanden sich an der westlichen Seite des Alten Hafens bzw. am südlichen Ende des „Neuen Hafens“ und waren der eigentliche Ursprung des „Technischen Betriebes“. Größere Reparaturen und Arbeiten am Unterwasserschiff wurden in den an der Geestemündung liegenden Trockendocks von Lange, Ulrichs, Wencke und Tecklenborg durchgeführt. Da das Verholen vom Liegeplatz im Neuen Hafen, in dem sich damals auch die erste Lloydhalle von 1870 zur Passagierabfertigung befand, in die Geestemündung nur bei Hochwasser und mit aufwendigen Manövern und Schlepperassistenz möglich war, wurde 1869 ein eigenes Trockendock im Neuen Hafen geplant.

### 1871: Bau des 1.Trockendocks

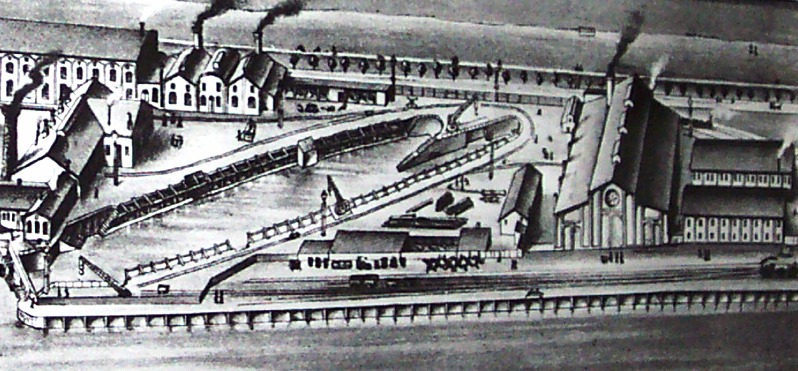
Das erste Trockendock der Werft war ein Doppeldock und entstand 1871 an der Weser neben dem Leuchtturm

Im Dezember 1871 war das erste Dock, ein Doppeldock nach Plänen des Leiters der Hafenbaudirektion Carl Friedrich Hanckes, an der Westseite des Neuen Hafens fertig. Die Eröffnung erfolgt im Januar 1872 mit der Dockung des Dampfseglers Deutschland. Damit die zwölf Schnelldampfer der Flüsse-Klasse gedockt werden konnten, wurde die östliche Hälfte 1891 um 19 auf 139 Meter verlängert. Die westliche Hälfte blieb mit der Länge von 120 Meter unverändert. Zu dieser Zeit waren rund 1000 Mitarbeiter in dem „Technischen Betrieb“ beschäftigt. Bisher hatte jede Werkstatt ihre eigene Kesselanlage mit Betriebsdampfmaschine zum Antrieb der Arbeitsmaschinen. Ab 1903 wurde eine große Kraft- und Lichtzentrale gebaut und die elektrische Versorgung für Kraft- und Lichtverbraucher eingeführt.
Nachdem der Schiffbauingenieur Johann Schütte 1899 nachgewiesen hatte, warum der gerade gelieferte Schnelldampfer Kaiser Friedrich die vereinbarte Geschwindigkeit nicht erreichen konnte, beauftragte ihn der Lloyd mit der Errichtung einer Schleppversuchsstation in Bremerhaven. Sie wurde an der Westseite des Neuen Hafens errichtet. Aufgrund der hier durchgeführten Versuche und dabei gewonnenen Ergebnisse zu Fragen des Widerstandes und der Geschwindigkeit bei Schiffen mit Mehrschrauben-Antrieb wurde Schütte schnell zur international anerkannten wissenschaftlichen Autorität und erhielt bald darauf einen Ruf als Professor an die Technische Hochschule Danzig.
Mit dem Betrieb in Bremerhaven und dem Doppeldock wurde die vorwiegend im Überseedienst fahrende Lloydflotte von rund 95 Seeschiffen und mehr als 50 Küstendampfer in Betrieb gehalten. Im Bremer Betrieb kümmerte man sich vorwiegend um die rund 180 Schleppschiffe und Leichter die Binnenschiffsflotte. Da das Trockendock nicht immer reichte, wurde 1895 in Bremerhaven ein Schwimmdock gebaut.

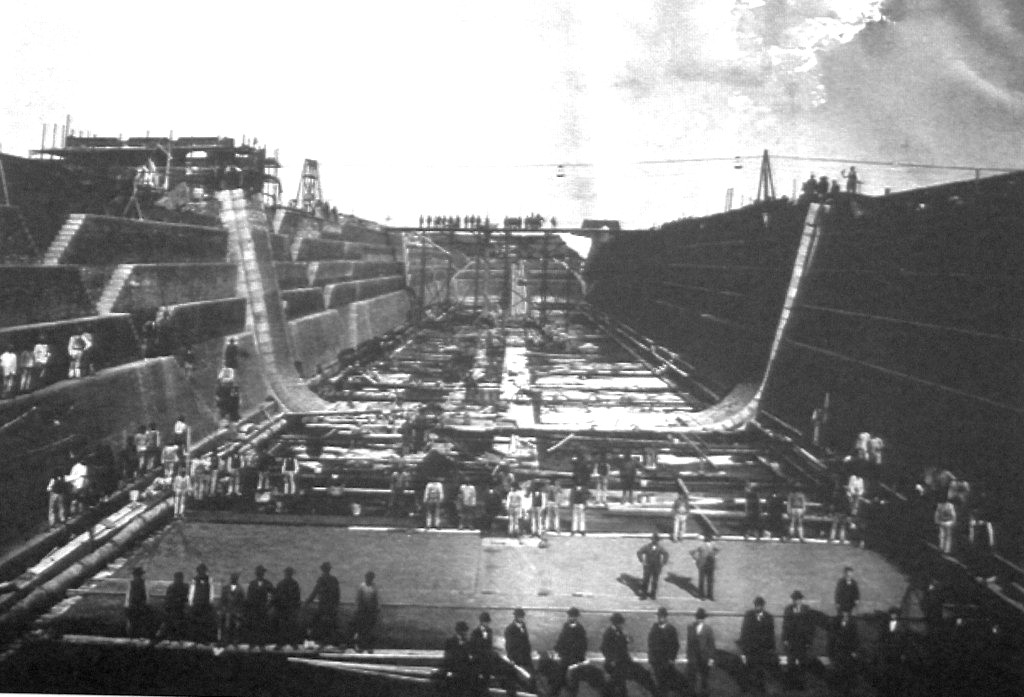
1899, Bau des Kaiserdocks I der Lloyd Werft

### Kaiserdock I
1892 wurde mit der Erweiterung des Kaiserhafens und dem Bau der Kaiserschleuse, die seinerzeit als die größte der Welt galt, begonnen. Im Rahmen dieser Arbeiten wurde auch das 1. Kaiserdock mit 222 m Länge, 26 m Breite und 10,5 m Tiefe gebaut und dem Lloyd zur Pacht übergeben. Das Dock war so konstruiert, dass die Länge für kleinere Schiffe durch das Einsetzen des Dockschiffes auf 166 m verkleinert werden konnte. Im Bereich der Dockeinfahrt wurden zwei feststehende 50-t-Kräne installiert, die für Arbeiten am Propeller und Ruder genutzt wurden. Das Kaiserdock war in den Abmessungen auf die neuen Schnelldampfer der Kaiserklasse zugeschnitten und wurde 1897 fertig. Es konnte jedoch erst ab 1899 mit der Fertigstellung der großen Kaiserschleuse benutzt werden. Als erstes Schiff wurde der Reichspostdampfer Prinzregent Luitpold gedockt.

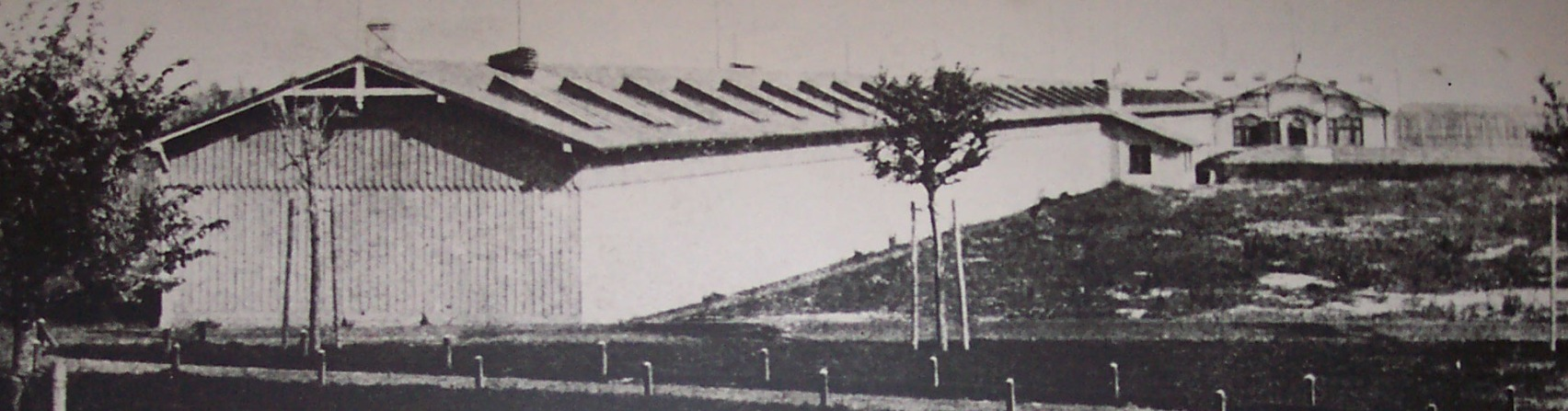
1899 beauftragte der Lloyd den Schiffbauingenieur Johann Schütte mit dem Bau und Leitung einer eigenen Schiffbauversuchsanstalt in Bremerhaven

1911/12 bestand der Betrieb aus Büros, Magazinen, der Kraft- und Lichtzentrale, der Maschinenfabrik mit Modelltischlerei und Metallgießerei, der mechanischen Werkstatt, der Kessel- und Kupferschmiede, Klempnerei und galvanische Werkstatt, in der auch das Besteck und Geschirr für die Lloyd-Schiffe versilbert wurde. Außerdem gehörten eine Zimmerei, Tischlerei, Sattlerei, Segelmacherei und eine Malerwerkstatt mit zehn Farbmühlen zur Herstellung der Farben, die Feuerlöschabteilung und die Versuchsanstalt zum Werftbetrieb. 1911 wurden im Kaiserdock 107 Schiffe mit rund 950.000 BRT und im alten Doppeldock 57 Schiffe mit rund 80.000 BRT gedockt. Inzwischen betrug die Belegschaft des Betriebes fast 3000 Personen.

### 1908: Bau vom Kaiserdock II

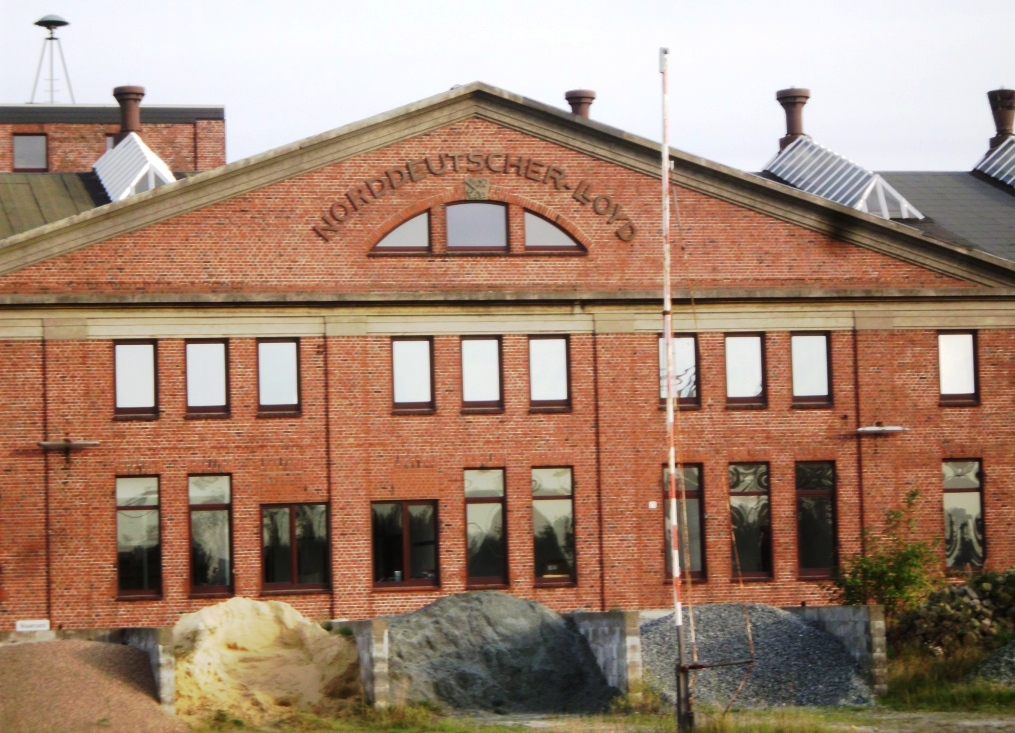
Blick auf das Gebäude der ehemaligen Wäscherei der Reederei Norddeutscher Lloyd, das heute zur Lloyd Werft gehört und als Bürogebäude genutzt wird

1905 wurde mit dem Bau der Kaiserhäfen II und III begonnen. Im Rahmen dieser Arbeiten und durch die immer größer werdenden Passagierdampfer erfolgte von 1907 bis 1912 der Bau des Kaiserdocks II. Es hatte eine Länge von 263 m, Tiefe von 11,5 m und Einfahrtbreite von 40 m und reichte für die derzeit größten Schiffe. Die aus Beton bestehende Docksohle betrug 7,5–8,5 m, die Seitenwände hatten eine Dicke von 6 m. Die daneben befindliche Zentrale enthielt die Kessel, Generatoren und Pumpen, außerdem die notwendigen Einrichtungen, um die Werkzeuge und Schiffe mit See- und Frischwasser, Dampf, Pressluft und Strom zu versorgen. Die rund 130.000 m³ Wasser im Dock konnten in etwa 2½ Stunden mit den Zentrifugalpumpen geleert werden. Am 31. Mai 1908 dockte die Neckar als erstes Schiff hier ein. 1931 wurde das Dock auf 335 m verlängert, damit die Neubauten Bremen und Europa gedockt werden konnten.
1913 begann der schrittweise Umzug der Technischen Betriebe (TB) vom ursprünglichen Betriebsgelände beim 1. Trockendock, das immer noch gut ausgelastet war, in den Kaiserhafen auf das Gelände der Kaiserdocks.

### 1914–1918: Erster Weltkrieg
Mit dem Beginn des Ersten Weltkrieges änderte sich der Werftbetrieb vollständig und war in den folgenden Jahren nicht mehr mit der Überholung und Instandhaltung der NDL-Flotte beschäftigt. Diese war entweder vom Feind beschlagnahmt, lag in neutralen ausländischen Häfen oder lag ohne Beschäftigung in Weserhäfen. 600 Beschäftigte wurden zum Kriegsdienst eingezogen. Bald darauf wurden Frauen eingestellt, die zum Granatendrehen beschäftigt wurden. Ein Teil der Seeleichter wurden mit Antrieben versehen, damit sie zur Bedienung von Minen- und Torpedonetzsperren in der Jade- und Wesermündung eingesetzt werden konnten. Auch die dafür notwendigen Stahlnetze wurden im Werftbetrieb hergestellt. Die Passagierschiffe Kaiser Wilhelm der Große und die Berlin wurden zu Hilfskreuzern umgebaut und mit Geschützen ausgestattet. Aus Fischdampfern entstanden beim Technischen Betrieb Vorpostenboote. Fünf Personenzüge wurden im Auftrag der Reichsbahn zu Lazarettzügen umgebaut. Die Dampfer Cassel, Chemnitz, Frankfurt, Hannover, Schleswig und Sierra Ventana wurden zu Lazarettschiffen umgebaut. Da im Laufe der Kriegsjahre die Reparaturen an den Kriegsschiffen ständig zunahm, wurden ehemalige Werftarbeiter aus dem Feld zurückgeholt, um den Anforderungen der Kriegsmarine zu genügen.
Das Kaiserdock wurde zum U-Boot-Stützpunkt ausgebaut und das Handels-U-Boot Deutschland wurde nach der Rückkehr im August 1916 beim TB des NDL gedockt und überholt.

### Nachkriegszeit bis 1933
Die Soldaten wurden wieder eingestellt, denn das Demontagegesetz bestimmte, dass alle betroffenen Mitarbeiter weiter beschäftigt werden mussten. Aufgrund der starken Lohnkürzung im Krieg setzte die Gewerkschaft eine Lohnerhöhung von 0,80 auf 2,50 RM durch. Neben diversen Schleppern und Leichtern wurde an einem rund 800 BRT großen Tender gearbeitet, der zum Seebäderschiff Grüßgott umgebaut wurde und damit das größte Schiff vom NDL war. Von der Reichsbahn kam der Auftrag, die Lazarettzüge wieder in Personenzüge umzubauen. 1920 erfolgte die Umwandlung des TB zu einer selbstständigen GmbH.
1921 beteiligte sich der Betrieb an einer Abwrackgemeinschaft, der unter anderen die Stahlwerke Krupp, Hoesch, Stumm, Mannesmann sowie die Schrotthandelsgesellschaft Max Stern aus Gelsenkirchen angehörten. Ab 1922 wurden neben und im Kaiserdock I die Abwrackarbeiten durchgeführt. Frankreich und Russland lieferten ausgediente Kriegsschiffe. Der französische Panzerkreuzer La Justice wurde als erstes demontiert und verwertet. Die Abwrackgemeinschaft gehörte zu den größten des Landes und hatte in den kommenden Jahren, bis die Werft wieder ausstieg, 15 Schiffe abgewrackt. Die Gemeinschaft verlegte sich daraufhin auf die andere Seite des Docks.
Von den Siegermächten beschlagnahmte Schiffe wie die Seydlitz, Yorck und Hannover wurden zurückgegeben und von der Werft gründlich überholt. Es dockten auch ausländische Schiffe aus den USA, Norwegen und England, die in der Regel in wertvollen Devisen zahlten. Die Arbeiter erhielten aufgrund der seit 1921/22 zunehmenden Inflation weitgehend wertloses Papiergeld. Rund 2400 Beschäftigte arbeiteten auf der Werft. Ab 1922/23 durfte der NDL größere Schiffe bauen. Für 14 Schiffe fertigte die Werft viele Hilfsmaschinen. Einer der zwei seit 1913 bei Schichau auf der Werft Danzig (Schichau-Werke) in Bau befindlichen Schnelldampfer, die Hindenburg, wurde als Columbus 1923 zum TB geschleppt und hier fertiggestellt. Auch die Dampfer Derfflinger, Hannover und Princess Matoika ex Prinzess Irene wurden für den NDL wieder in Stand gesetzt. Die Inflation beschleunigte sich und die Druckerpressen konnten das Geld nicht so schnell drucken, wie es notwendig war. Daher erhielten die Unternehmen, auch der TB, die Erlaubnis, Notgeld in Form von gedruckten Schecks auszugeben. Mit der Beendigung der Inflation nahm die Arbeit ab und es erfolgten Entlassungen. Die Zahl der Beschäftigten sank auf rund 500.
Die Columbus erhielt mit den Indienststellungen der Bremen (1929) und Europa (1930) Verstärkung im Nordatlantikdienst. Damit nahm die Arbeit auf der Werft wieder zu. 1929/30 wurde die Überholung der reedereieigenen Schiffe zunehmend an andere deutsche Werften in Hamburg und Bremen vergeben, die günstiger arbeiteten. Dadurch waren die Docks in dieser Zeit häufig nicht ausgenutzt, die jährliche Pacht von z. B. 152.000 RM im Jahr 1931 musste trotzdem bezahlt werden. Der Dampfer Columbus erlitt 1930 auf der Steuerbordseite einen Wellenbruch und Verlust des Propellers. Als Folge kam es zu einem Totalverlust der Steuerbord-Maschine. Die Reedereianfrage zur Behebung des Schadens ergab bei der AG Weser eine Reparaturdauer von rund sechs Monaten. Der TB traute sich die Arbeit in 8 Wochen zu, die dann auch durch einen Drei-Schicht-Betrieb eingehalten wurden.
Das Kaiserdock II (KD II) wurde um 85 Meter verlängert und wurde dadurch zum größten Trockendock auf dem Kontinent. Es fiel daher fast ein Jahr aus und wurde mit dem Dampfer Columbus wieder in Betrieb genommen. In dieser Zeit dockten die Bremen und die Europa bei Blohm & Voss bzw. in Southampton. 1931 wurde die Nordschleuse mit der Länge von 375 Metern, einer Durchfahrtsbreite von 45 Metern (Kammerbreite 60 Meter), einer Kammersohlentiefe von 11 Metern und einer Fahrwassertiefe von 14,5 Metern für die größten Schiffe fertiggestellt, die auch für den TB mehr Arbeit brachte. Bei der Eröffnung war die Bremen das erste Schiff, die durch diese große Schleuse fuhr, um anschließend im KD II einzudocken.
Auch 1932 wurden selten mehr als 500 Personen beschäftigt, die Bremen und Europa erhielten jeweils eine Benzin-Tank-Anlage auf dem Flugzeugdeck für das Wasserflugzeug zur Postbeförderung. Bei den Kesselanlagen dieser Passagierschiffe erfolgten viele Rohrarbeiten. Die bisher von Fremdfirmen durchgeführten Tankreinigungsarbeiten erfolgten jetzt mit eigenem Personal. Die Seydlitz und Derfflinger wurden der Abwrackgesellschaft zum Abbrechen übergeben.

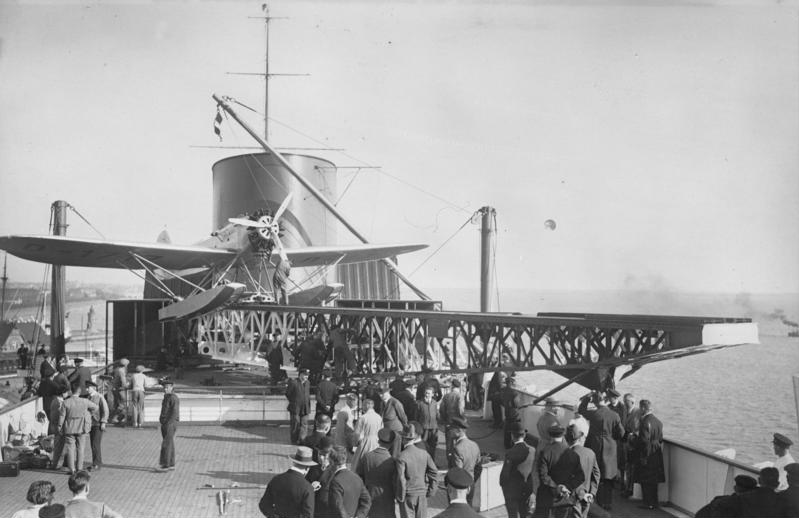
Das Flugzeug auf dem Katapult an Bord der Bremen

### Im Dritten Reich
Der Politikwechsel führte zur Machtübernahme und zum Dritten Reich. Die Kriegsmarine forderte das Gelände um den alten Lloyd-Dockbetrieb für ihre Zwecke an. Daher erfolgte die Verlegung des Werftbetriebes auf das Kaiserhafengelände. Ein Teil des Betriebes mit der Verwaltung zog in die vom Bremer Senat gepachteten und umgebauten F-G-Schuppen gegenüber den Kaiserdocks. Die Maschinenwerkstatt, Kesselschmiede, Schiffbauwerkstatt, Schmiede, Gießerei, Modelltischlerei, Kupferschmiede, Rohrschlosserei, Zimmerei, Bordmontage und Transportabteilung sowie Dockarbeiterabteilung erhielten neben den Docks neue Gebäude. Das Werftgelände erhielt ein gutes Straßennetz und rund 3 km Eisenbahngleise. Die Beschäftigung besserte sich etwas, neben den üblichen Dockarbeiten kamen zunehmend Unteraufträge für den Zerstörerneubau von der AG Weser, neben 53 Lehrlingen waren rund 520 Mann beschäftigt. In den folgenden Jahren nahm die Arbeit zu, jedoch konnten kaum noch Facharbeiter eingestellt werden, da insgesamt fast Vollbeschäftigung herrschte.
Die Abwrackgesellschaft hatte gut zu tun. Da Rohstoffe gespart werden sollten, durfte jedoch kein Schrott mehr ins Ausland verkauft werden. 1935 verkaufte der NDL die sechs Dampfer Cap Polonio, Justin, Witram, Witell, Schlesien, Dessau und Heimom an die Abwrackgesellschaft. Von der Marine kam ein Torpedoboot und das Linienschiff Elsass zum Verschrotten. Neben der Bremen, Europa und Columbus kamen jetzt auch die neuen Ostasiendampfer Scharnhorst, Gneisenau und Potsdam regelmäßig zur Werft, da ihre Hochdruckdampfanlagen sehr störanfällig waren. Auch die Bananendampfer der Union-Reederei waren Stammgäste der Werft.
Das Lloyd-Doppeldock im Alten Hafen musste auf Anordnung der Behörde stillgelegt werden und wurde zugeschüttet. Der Gemeinschaftsvertrag mit der Abwrackgesellschaft wurde gekündigt, da der große Hammerkran zukünftig von der Werft benötigt wurde. Ab 1. Juni 1937 galt die GmbH als aufgelöst und die Werft wurde wieder an die Reederei angegliedert und hieß wieder „Technischer Betrieb des Norddeutschen Lloyd“. Einen Monat später wurden alle Bremerhavener Betriebe des NDL zusammengefasst unter dem Namen „Norddeutscher Lloyd, Geschäftsstelle Bremerhaven“.
1937 wurden im KD I 46 und im KD II 38 Schiffe gedockt, zu wenig und daher verursachten die Docks 145.000 RM Verlust. 1937 wurde die Belegschaftsstärke von 1000 Beschäftigten wieder erreicht. Zur Teilnahme am Reichsparteitag nach Nürnberg wurden 14 Mann bezahlt beurlaubt. 1938 hatte die Werft viel Arbeit und daher wurden vermehrt Fremdfirmen eingesetzt, der Umsatz betrug 7,8 Mio. RM. Neubauwerften forderten vom TB Facharbeiter an, damit sie ihre Aufträge termingemäß abliefern konnten. Der Auftrag von der NS-Gesellschaft Kraft durch Freude zum Umbau und Modernisierung der Schiffe Der Deutsche, Sierra Cordoba und Stuttgart in KDF-Schiffe brachte viel Arbeit. Bis zum Kriegsbeginn war die Werft voll mit der Instandhaltung der NDL-Flotte beschäftigt.

### 1939–1945: der Zweite Weltkrieg
Nach dem Ausbruch des Krieges wurden einige der Beschäftigten einberufen und der Anteil der zu dockenden und zu reparierenden Handelsschiffe nahm ab. Der Hauptteil der Schiffe, die in den kommenden Jahren zum Docken kamen, gehörten zur Kriegsmarine oder wurden wie viele Fischdampfer für den Einsatz in der Kriegsmarine umgebaut. Als größtes Kriegsschiff lag das Schlachtschiff Gneisenau für einige Tage in der Werft. Auch 1940 und 1941 wurden die Trockendocks überwiegend von Marineschiffen in Anspruch genommen. Durch Brandstiftung brach auf der Bremen ein Feuer aus und ein Totalschaden entstand, sie lag einige Tage in KD II und wurde nach dem Ausbau einiger Teile abgewrackt. 1941 wurde die Betriebsverlegung vom Alten Hafen durch den Neubau der Maschinenwerkstatt im Kaiserhafen abgeschlossen und die Werft hatte rund 1320 Beschäftigte. Rund 350 Arbeiter, vorwiegend ehemalige Seeleute, mussten gemäß Führererlass an die Kriegsmarine Hamburg abgegeben werden. Das KD I war mit 346 Docktagen sehr gut ausgelastet, das KD II hatte 285 Docktage. Das Ein- und Ausdocken kostete für die Marine jeweils 1.500 RM und jeder Docktag wurde mit 500 RM berechnet. Zivile Schiffe zahlten etwas weniger.
1942 nahm die Beschäftigung zu und da Werftarbeiter zunehmend für Einsätze in ausländischen Stützpunkten der Kriegsmarine angefordert wurden, nahm die Zahl der Beschäftigten in Bremerhaven ab. Nur durch Überstunden konnten die Arbeiten geschafft werden. Mit den von der Werft ausgeführten Grundreparaturen an den neuen Zerstörern mit den komplizierten Hochdruck-Dampfanlagen war das Oberkommando der Marine sehr zufrieden. Die vom NDL an die Kriegsmarine abgegebene Berlin dockte einmal im Jahr (zuletzt 1944), seit 1941 fuhr sie als Lazarettschiff. 1942 lagen viele Zerstörer, Sperrbrecher und Marinetanker in der Werft, Ende 1942 lag die Bremen für 14 Tage zum Verschrotten in KD II. 1942 und 1943 nahm die Auslastung der Docks weiter zu, immer mehr Marineschiffe kamen zu Reparaturen in die Werft. Ende 1943 wurde das Schwimmdock IV der AG Weser bei Eisgang für rund einen Monat eingedockt. Es wurden für die Marine vorwiegend Trossschiffe überholt, da die für die großen Kriegsschiffe notwendigen Kräne im KD II fehlten.
Jetzt durften auch kriegsgefangene Franzosen, Zivilfranzosen und Flamen als Fremdarbeiter und Ostarbeiter- und arbeiterinnen unter Auflagen beschäftigt werden, da der Polizeipräsident bisher Angst vor Sabotage hatte. Es waren 250–300 Mann, bis auf die Ostarbeiter schliefen sie in der alten Lloyd-Kantine und wurden von einem ehemaligen Lloyd-Steward beaufsichtigt. Beim Gang in das Stadtgebiet durch den Hafen für Behörden- und Arztgänge mussten sie von einer Vertrauensperson begleitet werden. Die Ostarbeiter hatten ihr Nachtquartier im Fischereihafen und wurden täglich mit LKW transportiert. Später wurde außerdem vor der Werft ein Gefangenenlager für 120 deutsche Strafgefangene eingerichtet.
Aufgrund der zunehmenden Luftangriffe wurde ein Luftschutzbunker für 500 Personen mit allen vorgeschriebenen Einrichtungen auf dem Werftgelände gebaut, im Keller des Frigus-Kühlhauses befand sich ein weiterer Luftschutzbunker. Der große Fliegerangriff vom 18. September richtete auf dem Kaiserdockgelände nur einen geringen Schaden an. Da keine weiteren großen Luftangriffe auf die Werft stattfanden, war der Betrieb bei Kriegsende weitgehend unversehrt.

### Nachkriegszeit
Da der NDL keine Schiffe mehr besaß und die Engländer Bremerhaven besetzt hatten, waren die Aussichten nach dem Krieg für die Werft schlecht. Nach mehreren Wochen lösten die Amerikaner die Engländer als Besatzungsmacht ab, übernahmen erst den Hafen und dann die ganze Stadt. Die US Navy hatte Bremerhaven als Nachschubhafen vorgesehen, da der Hafen weitgehend unversehrt geblieben war und sofort nutzbar war. Die ein- und auslaufenden Marine- und Transportschiffe benötigten Reisereparaturen, Dockzeiten und Ersatz von Verschleißteilen und die Werft mit den rund 1200 Beschäftigten hatte schnell wieder Arbeit. Auf der Occidental Victory wurden im Rahmen eines ersten Großauftrages aufgrund einer heftigen Grundberührung etwa 85 Bodenplatten und entsprechende Bodenwrangen erneuert. Das zähe Schweröl in den Doppelbodentanks verzögerte die Arbeit erheblich. Auch der durch eine Kollision der Blue Island Victory mit dem Leuchtturm in Kopenhagen verursachte schwere Bugschaden wurde beim TB provisorisch repariert. Die beim A-Schuppen aufgelegte Europa wurde reaktiviert und für die Amerikaner als Truppentransporter umgebaut. Da das große Blohm&Voss-Schwimmdock gesunken war, konnte das Schiff aufgrund seiner Größe nur im KD II docken und der TB erhielt den Riesenauftrag. Nur mit Unterstützung Bremer und Hamburger Werftarbeiter konnte dieser Auftrag termingerecht abgearbeitet werden und zu dieser Zeit waren insgesamt bis zu 5000 Mann auf der Werft beschäftigt.

### 1950–1970: immer mehr Tanker
Anfang 1948 wurde vom TB das zum Seebäderschiff Wangerooge umgebaute M-Boot M 611 als eines der ersten Schiffe an den NDL abgeliefert. Im Juni 1948 wurde die Währungsreform durchgeführt, mit dem neuen Geld änderten sich auch die Auftragsabwicklungen. Fortan wurden Reparaturaufträge nur noch nach vorheriger genauer Kalkulation und Festpreisen erteilt. Die Wiederherstellung des Bergungsschleppers Seefalke von Schuchmann erwies sich z. B. als deutlich aufwendiger als kalkuliert und ergab erhebliche Verluste. 1949 hatte das KD I zum 50-jährigen Jubiläum rund 2870, das 14 Jahre jüngere KD II rund 760 Dockungen durchgeführt. Die Docks waren um 1950 besonders mit Passagierschiffen wie die Fairsea, Anna Salen, Skaugum, Skaubry, Homeland und Homeric, die Auswanderer nach Amerika brachten, gut ausgelastet. Einige dieser Schiffe hatten ihr Winterquartier in Bremerhaven an der verlängerten Bananenkaje direkt neben dem TB und wurden in dieser Zeit auch mit Hilfe der Werftarbeiter auf die kommende Saison vorbereitet.
Ab 1950 und 1951 waren die schwersten Nachkriegsjahre vorbei, denn es wurden mehrere außerordentlich erfolgreiche Reparaturarbeiten an Tankern mit auskömmlichen Preisen durchgeführt, weitere waren aufgrund der Termintreue in Aussicht gestellt. Allein 1950 lagen 14 Tanker in der Werft und von 1950 bis 1969 wurden mehr als 400 Tanker bei dem TB repariert oder grundüberholt. Auch die Neubauwerften hatten in diesem Zeitraum gut zu tun, denn ab 1951 fielen die Neubaubeschränkungen vom alliierten Kontrollrat und so gab es wenig Konkurrenz bei den speziellen Tankeraufträgen. Diese hatten einige Eigenheiten wie das „Restleeren“, „Tankwaschen“ und „Gasfreimachen“ und auf all diese Spezialitäten hatte sich der TB eingestellt. Mit der „Rose Mary“ gab es ein eigenes Tankreinigungsschiff mit Antrieb, die schon im Jadebusen oder in der Außenweser mit den Tankreinigungsarbeiten begann und die auch die Restöle und das schmutzige Tankwaschwasser aufnehmen konnte. 1951 betrugen die Dockeinnahmen rund 440.000 DM für 665.000 BRT und Tanker stellten die Hauptgruppe der Reparaturschiffe. Für die Maschinenbauer wichtig waren ältere Frachter, deren Kessel von Kohle- auf Ölfeuerung umgestellt wurden.
Die Rheinstein war der erste Lloyd-Neubau, der bei dem TB dockte. 1952 wurde auch die Stahleck an die Hansa abgeliefert, die in Holland als Hansa-A-Schiff begonnen wurde, halbfertig nach Hamburg geschleppt und hier durch Bombentreffer versenkt wurde. Sie wurde gehoben und in rund sieben Monaten entstand daraus beim TB ein neues Schiff. 1952 betrugen die reinen Dockeinnahmen rund 762.000 DM für 955.000 BRT und zeigten die gute Auslastung des TB, deren rund 2000 Beschäftigte nur mit Überstunden die Arbeit erledigen konnten. 1953 dockte mit der Tina Onassis mit fast 50.000 tdw der seinerzeit größte Tanker der Welt im KD II ein und lockte Heerscharen von Sehleuten zur Werft. 1954 dockte mit der Gripsholm die zukünftige Berlin ein und war in den kommenden Jahren regelmäßiger Gast ebenso wie die Bremen, die ab 1957 kam.
Der als „Langer Heinrich“ bekannte 1914 für die Kriegsmarine in Wilhelmshaven erbaute 250-t-Schwimmkran mit eigenem Antrieb wurde nach dem Zweiten Weltkrieg den Amerikanern zugesprochen, die ihn 1955 bei dem TB auf dieselelektrischen Antrieb umbauen ließen. 1955 wurden die Drei-Schrauben-Frachter Ravenstein, Rothenstein und Reifenstein beim TB überholt und umgebaut. Sie wurden im Laufe des Zweiten Weltkrieges nach deutschen Plänen und weitgehend deutschem Material auf der Chantier Naval Jobo Cockerill, Hoboken gebaut und nach dem Krieg von der Compagnie Maritime Belge (CMB), Antwerpen bereedert. Der NDL hat sie 1955 von der CMB zurückgekauft und setzte sie im Australiendienst ein.
Ab Ende der 1950er Jahre flaute der Neubauboom ab und besonders die kleineren europäischen Werften wurden zur Konkurrenz für Reparaturaufträge. Neben den Tankern kamen vorwiegend die Frachter vom NDL regelmäßig und zunehmend Marineschiffe. Besonders die Zerstörer der Fletcherklasse Z1, Z2, Z4, Z5, und Z6 kamen ab 1959 regelmäßig zum TB. Diese von der BRD aus den USA geliehenen Zerstörer mit zwei Dampfturbinen und insgesamt 60.000 PS Nennleistung kamen bis 1968 und wurden von den Fregatten der Köln-Klasse ab 1964 und Zerstörern der Hamburg-Klasse ab 1968 abgelöst. Auf dem 15.000-Tonnen-Marinetanker Frankenland führte der TB neben regelmäßigen Instandsetzungsarbeiten auch diverse Umbauarbeiten durch, ebenso für den Versorger Eifel.
1957 erreichte der TB mit rund 2150 Personen eine der höchsten Nachkriegs-Mitarbeiterzahlen. Es wurden 139 Schiffe mit zusammen 1.650.000 BRT gedockt, die einen Umsatz von rund 1 Mio. DM erbrachten. Ab 1959 wurde das Reparaturgeschäft etwas schwieriger und die Zahl der Beschäftigten reduzierte sich auf rund 1880 Personen. Der 1961 eingedockte Shell-Tanker Solen mit 71.250 tdw füllte die Breite des Kaiserdocks II fast vollständig aus und in diesem Jahr wurde vom TB mit dem Schlepper „Jupiter“ für den NDL der erste Neubau seit langer Zeit fertiggestellt. 1962 folgte der Nachbau Widder. Im Tankergeschäft gab es weiterhin viel Arbeit und es lagen während der Jahre 15 bis 25 Tanker in der Werft, viele wie die Tanker der Shell C-Klasse kamen regelmäßig, um hier auch die Klassearbeiten und -abnahmen durchführen zu lassen. Querab von Nordenham hatte die Werft einen festen Liegeplatz für die Tankreinigungen gepachtet, wodurch sich eine erhebliche Zeitersparnis bei den Tankerreparaturen ergab. 1964 lag der Saugbagger „Johannes Gährs“ in der Werft und das Massengutschiff Tilo von Wilmoswsky wurde in Zusammenarbeit mit der Seebeck-Werft um ein zusätzliches Deck erhöht. 1967 kamen mit der Johannes Gährs auch noch die Saugbagger Ludwig Franzius und Rudolf Schmidt in die Werft. 1968 lag mit der Weser Express das erste Vollcontainerschiff der NDL-Reederei und mit der Paul Endorcett der erste Gastanker in der Werft. 1969 kam erstmals der deutsche Atomfrachter Otto Hahn in das KD II des Technischen Betriebes vom Norddeutschen Lloyd.

### 1970: Umbenennung in „Werftbetrieb der Hapag-Lloyd AG, Bremerhaven“
Der Norddeutsche Lloyd fusionierte 1970 mit der HAPAG zur Hapag-Lloyd AG und der „Technische Betrieb des NDL, Bremerhaven“ (TB) nannte sich ab 1970 „Werftbetrieb der Hapag-Lloyd AG, Bremerhaven“. 1971 kostete das Ein- und Ausdocken 0,20 DM/m³ Schiffsraum und 0,045 DM Standgeld pro Tag für Schiffe ab 10.000 m³.

### 1973: Umbenennung in „Hapag-Lloyd-Werft, Bremerhaven“
Die Schließung der Werft stand in der folgenden Zeit mehrfach zur Debatte. Sie wurde 1973 in eine rechtlich selbstständige GmbH umgewandelt und hieß „Hapag-Lloyd-Werft, Bremerhaven“ mit den Herren J. Andresen und F. Norden als Geschäftsführer.
1972 begann die Umstellung der Reederei Hapag-Lloyd AG auf Containerschiffe, was sich auch auf die Hapag-Lloyd-Werft auswirkte, denn es wurde eine Halle zur Container-Reparatur eingerichtet. 1974 lag der 1972 gebaute LASH-Frachter München in der Werft. Er wurde von Hapag-Lloyd gemeinsam mit der Holland-America Line in der Combi-Line zwischen Bremerhaven und dem US-Golf eingesetzt. 1974 wurde K. Ahlers Geschäftsführer und wurde 1980 von E. Knoth abgelöst, der 1987 den aufwendigen Schiffsumbau der QE II leitete. Ab den 1970er Jahren nahmen die Tankeraufträge ab; 1975 waren es nur noch vier Tanker, neben der Tarpan River und Lady Clio noch die beiden Tanker der Reederei Hamburg Süd St. Jacobi und St. Clemens, die von der Hapag-Lloyd-Werft überholt wurden. Inzwischen hatte der erste Ölpreisschock die Weltwirtschaft getroffen und die dramatisch gestiegenen Ölpreise rechtfertigten aufwendige Offshoreexplorationen. Obwohl vorwiegend Großbritannien und Norwegen von den werftseitigen Aufträgen und der Ölförderung in der Nordsee profitierten, sorgte der Boom auch bei der Lloyd Werft für Aufträge. So entstand das Bohrschiff Danwood Ice hier als Umbau aus einem 1959 abgelieferten Massengutschiff für die dänische Firma Lauritzen Offshore Drilling. Dazu wurden der Bohrturm mit Einrichtungen für 6.000 Meter tiefe Bohrungen, zusätzliche Generatorsätze, Wohneinrichtungen und Systeme zur Frischwassererzeugung konstruiert und eingebaut. Nach der 1974 erfolgten Ablieferung zählte die Danwood Ice zu den weltweit größten Bohrschiffen und wurde in Charter der US-Firma Phillips Petroleum vor Ghana eingesetzt.

### 1975: Passagier- und Fährschiffe

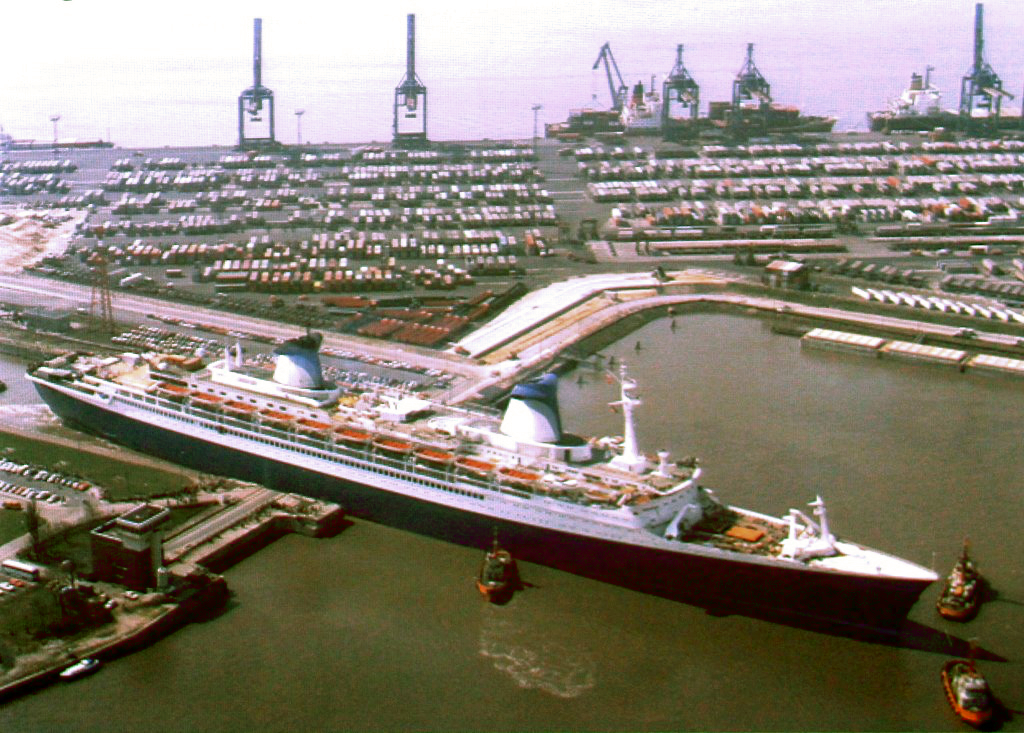
Norway ex France verlässt die Lloyd-Werft nach dem Umbau zum Kreuzliner

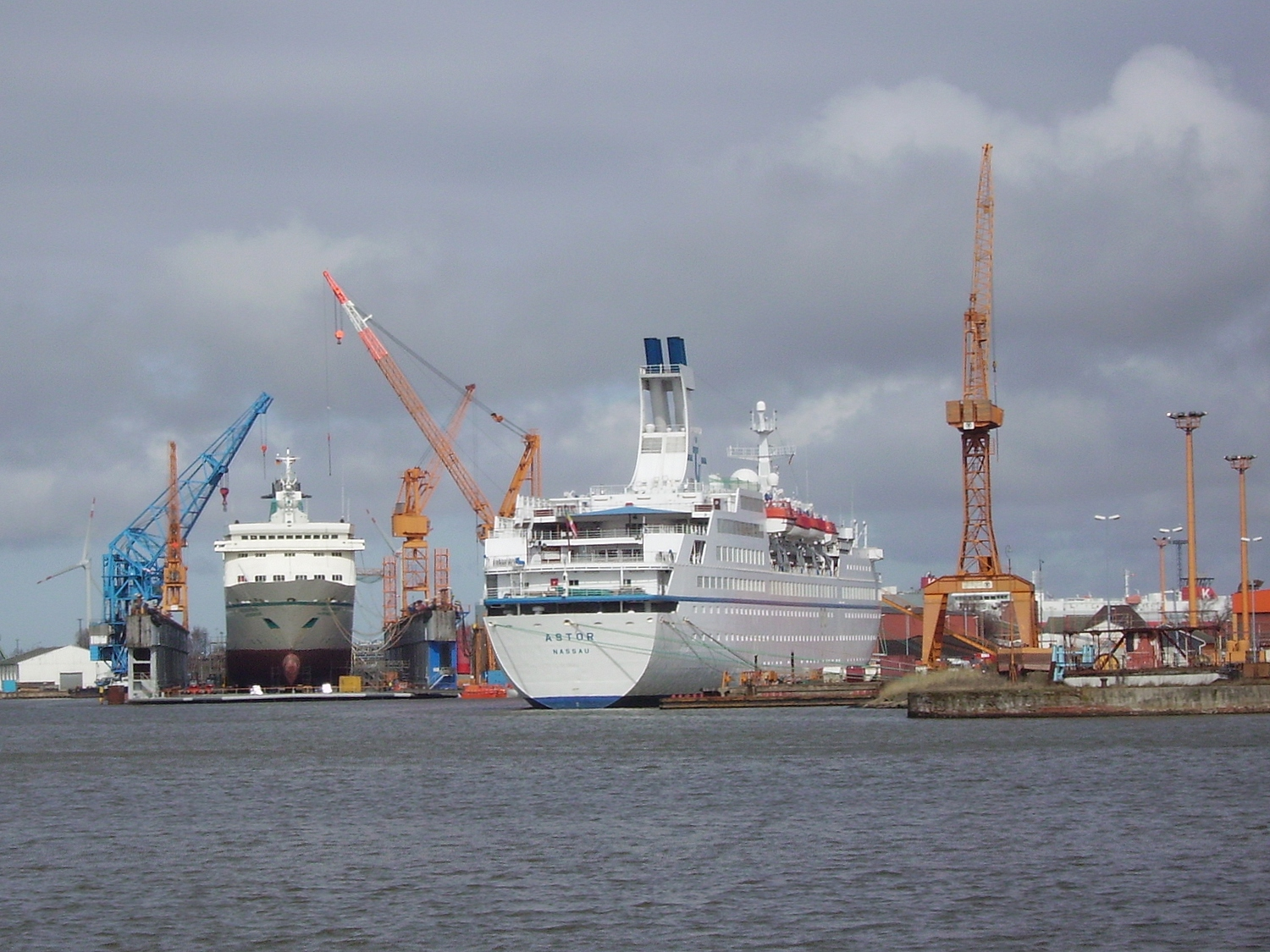
Alexander von Humboldt und Astor beim Lloyd

Von 1975 bis 2000 wurden bei der Werft mehr als 140 Passagier- und Fährschiffe überholt und umgebaut. Es begann 1975 mit der Europa und hatte mit der Norway 1979 und der Queen Elizabeth 2 1985 bedeutende Höhepunkte. Im August 1979 begann der Großumbau des aufliegenden Passagier-Linienschiffes France in das Kreuzfahrtschiff Norway. Die France, mit rund 315 Metern damals das längste Passagierschiff und als Vierschraubenschiff mit 66.400 BRT vermessen, wurde vom Norwegian Caribbean Lines-Gründer Knut Ulstein Kloster für 18 Mio. $ gekauft und für 130 Mio. $ von der Hapag-Lloyd-Werft zum Flaggschiff umgebaut. Ihr Antrieb bestand aus vier Dampfturbinen mit insgesamt 175.000 PS Nennleistung für 31 Knoten und einem Treibstoffverbrauch von 800 t/Tag. Nach dem Umbau zur Norway auf zwei Turbinen und zwei Propeller und dem Einbau von fünf neuen Dieselgeneratoren zur Stromversorgung lag der Verbrauch bei rund 200 t/Tag. Zwei Heck- und drei Bugstrahlruder verbesserten die Manövrierfähigkeit. Am Heck wurden ein breiteres Pool- und Sonnendeck eingebaut und im Mai 1980 verließ der „neue Kreuzfahrer“ die Werft als NCL-Flaggschiff. 1980 lagen außer der Norway weitere Passagierschiffe in der Werft, größere Aufträge wurden auf der Queen Elizabeth 2 durchgeführt. 1982 wurde die Royal Viking Sky mit Unterstützung der Seebeck-Werft um 28 Meter verlängert.

### 1984: Bremer Vulkan übernimmt die Werft alsLloyd Werft Bremerhaven
1984 übernahm der Bremer Vulkan den Betrieb und die Werft erhielt den neuen Namen Lloyd Werft Bremerhaven. Zu diesem Zeitpunkt wurden 1300 Mitarbeiter beschäftigt, betrug das Firmengelände ca. 33 ha und die Pierlänge rund 1400 Meter. 1987 wurden die Schichau Unterweser AG und die Seebeck-Werft eingegliedert und es wurde der Werftverbund gegründet. 1988 kam auch die Rickmers Lloyd Dockbetrieb zur Lloyd Werft.
1986/87 wurde die mit rund 70.000 BRZ vermessene Queen Elizabeth 2 in 179 Tagen von der Lloyd-Werft Bremerhaven für rund 300 Mio. DM umgebaut und generalüberholt. Das von Dampfturbogeneratoren angetriebene Schiff machte ihre Jungfernfahrt am 2. Mai 1969 von Southampton nach New York und nahm 1982 als schneller Truppentransporter am Falklandkrieg teil. Die Dampfkessel und Dampfturbinen wurden bei der Lloyd-Werft Bremerhaven ausgebaut und durch neun MAN B&W 4-Takt-Dieselmotoren mit insgesamt 130.000 PS (95.615 kW) ersetzt. Die von den Viertakt-Dieselmotoren angetriebenen Generatoren speisen die E-Schalttafel, die zur Versorgung der zwei elektrischen Fahrmotoren mit 8 m Durchmesser dienen, die die Propeller antreiben. Auch die Hilfsmaschinen und sonstigen E-Verbraucher werden von der Schalttafel mit Strom versorgt. Im Gästebereich wurden die Gesellschaftsräume modernisiert, Shopping-Center und neue Sporträume installiert und acht neue Penthouse-Suiten und neue Luxuskabinen eingebaut. Insgesamt bot das Schiff nach dem Umbau Platz für 1870 Passagiere. Nach einer dramatischen verlängerten Erprobung konnte das Schiff erfolgreich übergeben werden.
Die Belorussiya (Baunummer 1212) von der finnischen Werft Oy Wärtsilä AB wurde als Fährschiff gebaut und kam 1975 in Fahrt. Sie wurde Anfang 1986 auf der Lloyd-Werft von einer Fähre in ein Kreuzfahrtschiff umgebaut. Die Belorussiya wurde nach einem schweren Dockunfall in Singapor Ende 1992 von einem Hochseeschlepper nach Bremerhaven geschleppt. 1993 erfolgte bei der Lloyd-Werft die Reparatur und die Belorussiya wurde in einem engen Zeitrahmen für insgesamt 95 Mio. DM aufwendig umgebaut und modernisiert. Sie wurde danach in Kazakhstan II und 1996 in Delphin umbenannt.
1989 wurde von Blohm + Voss ein Schwimmdock mit 35.000 t Tragfähigkeit angekauft, damit standen seinerzeit insgesamt drei Docks zur Verfügung, wodurch die Flexibilität der Werft deutlich gesteigert wurde.

### 1996: Konkurs vom Bremer Vulkan AG (Costa 1)
1995/1996 geriet der Bremer Vulkan wegen zu geringen Eigenkapitals und anderer Probleme in finanzielle Schwierigkeiten und meldete 1996 Insolvenz an. Die Lloyd-Werft Bremerhaven überlebte aufgrund ihrer stabilen Auftragslage mit Hilfe der Transfergesellschaft Mypegasus und wurde selbstständig. Die Costa Victoria mit 75.000 BRZ und Platz für 2465 Passagieren befand sich zu dieser Zeit beim Bremer Vulkan in Bau. Sie wurde bei der Lloyd-Werft fertiggestellt und Mitte 1996 abgeliefert.

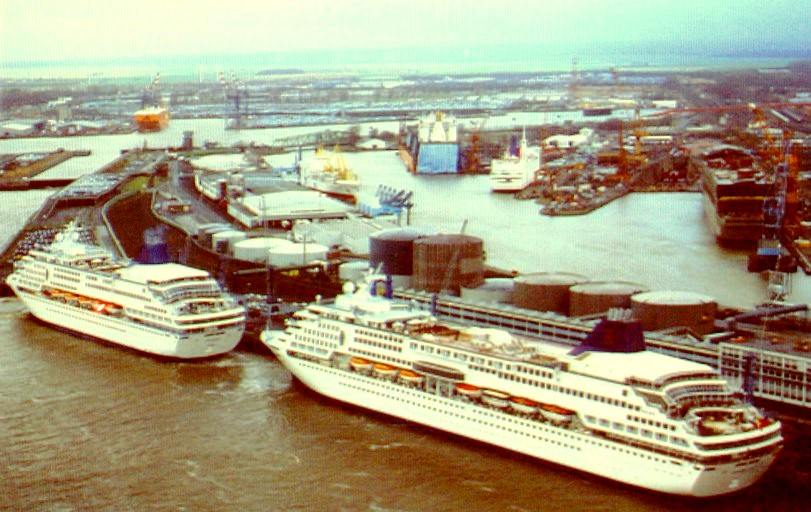
Die bei der Lloyd-Werft verlängerte Norwegian Wind neben der Schwester an der Columbuskaje

1997 wurde der seit 1995 verhandelte Vertrag zur Verlängerung der 1993 in Frankreich erbauten Windward unterschrieben, Preis rund 100 Mio. DM. Aufgrund des Konkurses vom Bremer Vulkan bereitete die Finanzierung anfangs große Schwierigkeiten. Die anspruchsvolle Technologie der Schiffsverlängerung wurde bereits beim Tanker Texaco Brasil erprobt und mit der Seebeckwerft bei den Verlängerungen der Kreuzfahrtschiffe Royal Viking Star und Royal Viking Sea im Lloyd-Dock bereits 1983 erfolgreich durchgeführt. Der Bau der neuen Mittelschiffsektion für die Windward begann im Oktober 1997 bei der Seebeckwerft. Der Trennschnitt, das Auseinanderziehen des Schiffes und das Einschwimmen und Einbau der neuen 1900-t-Mittelsektion erfolgte vom Januar bis März 1998 im Kaiserdock II. Danach wurde die Windward in Norwegian Wind umbenannt. Diese Verlängerungsprozedur wurde anschließend in 60 Tagen auch mit dem Schwesterschiff Dreamward durchgeführt, die danach in Norwegian Dream umbenannt wurde. Die Dritte im Bunde war die 1997 von der Norwegian Cruise Line übernommene Norwegian Majesty. Sie wurde von Januar bis April 1999 auf der Lloyd-Werft verlängert. Die Mittelsektion wurde von der Aker MTW Werft in Wismar an die Lloyd-Werft geliefert. Insgesamt kosteten die drei Verlängerungen rund 300 Mio. DM.
Die deutsch-britische Kapitalgesellschaft Bridgepoint mit der Beteiligungsgesellschaft NatWest Equity Partners, die zur Londoner National-Westminster-Bank-Gruppe gehört, stieg 1998 mit 21 Millionen Mark mit 70 % als Hauptgesellschafter bei der Werft ein. Die restlichen 30 % hielten die Geschäftsführer W. Lüken und D. Haake.

### 1998/2001:Norwegian Sky(Costa 2) undNorwegian Sun
Aus dem Rumpf des Schwesterschiffes der Costa Victoria, die nach dem Konkurs des Bremer Vulkans vor sich hinrostete, entstand bei der Lloyd-Werft für rund 500 Mio. DM der Kreuzliner Norwegian Sky für die Norwegian Cruise Line. Da die Costa Line in Genua gerade von Carnival Cruise übernommen worden war, gab es kein Interesse zum Fertigbau. Der Rohbau wurde von NCL für 46 Mio. DM übernommen, zur Lloyd-Werft geschleppt und mit einigen Änderungen zur Norwegian Sky fertiggebaut und im August 1999 wurde das Schiff abgeliefert. Der Fertigbau des Schwesterschiffs Costa Victoria und die drei Schiffsverlängerungen waren wichtige Erfahrungen für die Lloyd-Werft, um den Bau der Norwegian Sky erfolgreich abzuschließen. Die Brücke wurde ein Deck tiefer gelegt und mit vielen Änderungen ab Deck 4 nach oben entstand ein Kreuzliner mit rund 1000 Kabinen und 14 Suiten mit einer Vermessung von 75.000 BRZ.
1999 erhielt die Lloyd Werft von der Norwegian Cruise Line (NCL) den Neubauauftrag für die Norwegian Sun der einen Wert von rund 650 Millionen DM darstellte. Der Rumpf hatte einen Auftragswert von rund 45 Mio. DM und wurde bis zum sechsten Deck bei Aker MTW in Wismar in Auftrag gegeben. Andere Werften, besonders die Lübecker Flender-Werft lieferten Sektionen zu, die bei Aker MTW zum Rohbau vereinigt wurden. Im September 2000 wurde der 258 Meter lange und 34,5 Meter Rohbau zur Lloyd-Werft nach Bremerhaven geschleppt. Im Nord-Ostsee-Kanal wurde der Wasserstand um 20 Zentimeter abgesenkt, um Kollisionen mit den Brücken, die nur eine Durchfahrt von 40 m Höhe zulassen, zu vermeiden. Ende August 2001 übergab die Werft nach einer Bauzeit von 22 Monaten das Kreuzfahrtschiff Norwegian Sun an NCL.

### 1999/2000: Lloyd Werft Grand Bahama
Immer wieder wurden Reparaturtrupps in die Karibik geflogen, um hier Kreuzfahrtschiffe zu reparieren. In Freeport auf den Bahamas hatte die Lloyd-Werft dafür einen kleinen Stützpunkt eingerichtet und besaß auch eine Lizenz für derartige Arbeiten. Um hier auch größere Reparaturen an Kreuzfahrtschiffen durchführen zu können, wurde 1999/2000 mit dem Partner Grand Bahama Authority eine Werft eröffnet. Als erste Reparaturbasis der Lloyd Werft Grand Bahama diente eine Fingerpier, eine neue Halle und ein gebrauchtes 280 m Schwimmdock aus Russland. Ein weiteres 350 m Schwimmdock mit einer Hebefähigkeit von 80.000 t wurde für rund 66.000 DM in China bestellt. 15 Bahamer wurden drei Monate auf der Lloyd-Werft für die kommenden Arbeiten als Schweißer, Schlosser und Elektriker geschult. Im September wurde mit der 15.000 BRZ Island Venture ex Kazakhstan das erste Schiff gedockt. Das Projekt wurde abgebrochen und im November 2000 verkaufte die Lloyd Werft ihre Anteile der „Lloyd Werft Grand Bahama“ an die größte englische Reparatur- und Umbauwerft Cammell Laird.

### 2003: Neue Eigner und DramaProject America
2003 verkaufte die deutsch-britische Kapitalgesellschaft Bridgepoint ihre Anteile an der Lloyd Werft. Die 70-prozentige Beteiligung wurde an die Holdinggesellschaft LPS (Lüken, Pallentin, Schmaus) der Werft abgegeben, die aus den Geschäftsführern Werner Lüken, Rüdiger Pallentin und Hans-Jürgen Schmaus bestand.
Beim Zusammenbruch der Reederei American Classic Voyages verblieben zwei unerledigte Schiffsaufträge, die als Kaskos bei der Werft Ingalls Shipbuilding in Pascaguala im Golf von Mexiko lagen. Star Cruises, als Mutter von NCL, erwarb diese Kaskos und erhielt die Ausnahmegenehmigung, sie später unter amerikanischer Flagge im inneramerikanischen Verkehr zu betreiben. Star Cruises erteilte der Lloyd-Werft den Auftrag, einen der beiden Kaskos in Bremerhaven fertig zu bauen. Im Dock III wurde der Kasko auseinandergeschnitten und um 25 m verlängert mit dem Ziel, das als „Projekt America“ bezeichnete Schiff Mitte 2004 für den Hawaii-Dienst an NCL abzuliefern. Das Schiff lag für Restarbeiten an der Ausrüstungspier, als ein Orkan am 14. Januar 2004 das Schiff zur Seite drückte, Wasser in eine seitliche Montageöffnung floss, das Schiff sank und die unteren Decks voll Wasser liefen. Die folgende Zahlungsunfähigkeit führte zur Insolvenz der Werft. Der Insolvenzplan wurde von allen Gläubigern angenommen, sicherte den Fortbestand der Werft und die Ablieferung der Pride of America, denn das Schiff wurde mit großem Engagement der Beteiligten, Werft, Reederei, Versicherung und der Zulieferer fertiggestellt und etwa ein Jahr später abgeliefert.

### 2006: Einstieg und 2010 Ausstieg von Fincantieri
Die italienische Fincantieri Schiffbaugruppe beteiligte sich im Mai 2006 mit rund 21 Prozent als strategischer Partner an der Lloyd-Werft, außerdem wurde ihr die Option eingeräumt, die Mehrheit zu erwerben. Weitere rund 13 % der Anteile erwarb die landeseigene Bremer Investitionsgesellschaft (BIG).
Die Zusammenarbeit begann mit der Reparatur der Star Princess, ein von Fincantieri gebautes Kreuzfahrtschiff der US-amerikanischen Reederei Princess Cruises, die zum Kreuzfahrtunternehmen Carnival Corporation & plc gehört. 2007 erfolgten die Verlängerungen der Fährschiffe Stena Britannica um 30 Meter und der Stena Hollandica um 50 Meter. Letztere galt danach als die größte Fracht- und Passagierfähre der Welt.
2010 übernahm der Bremerhavener Schiffbauunternehmer Dieter Petram den 20-prozentigen Unternehmensanteil der Lloyd-Werft vom staatlichen italienischen Schiffbaukonzern Fincantieri. Zudem erwarb er von der LPS Dienstleistungs- und Beteiligungsgesellschaft Bremerhaven mbH, weitere Anteile, so dass er mit einer Beteiligung von 50,2 % Mehrheitsgesellschafter wurde. Das Land Bremen blieb mit 13,16 % an dem Bremerhavener Unternehmen beteiligt. Petram war zu dieser Zeit auch Haupteigentümer der MWB Motorenwerke Bremerhaven und außerdem an weiteren Schiffbaubetrieben beteiligt.

### 2007: Verlängerung derStena BritannicaundStena Hollandica
Die Stena Britannica und Stena Hollandica wurden 2007 von der Lloyd Werft verlängert. Damit entstanden seinerzeit die längsten Fracht- und Passagierfähren der Welt. Die Stena Hollandica (Seapacer-Klasse) wurde um 52 m verlängert. Sie wurde 2000 unter der Baunummer 81 von der Werft Astilleros Españoles Puerto Real im spanischen Cadiz gebaut und 2001 mit einer Vermessung von 33.770 BRZ an Stena abgeliefert. Für die rollende Ladung standen 2500 Lademeter zur Verfügung und in den Kabinen gab es Platz für 400 Passagiere. Nach der Verlängerung mit neuen Kabinen, Restaurants, Bars und Infrastruktur beträgt die neue Länge rund 240 m und die neue Vermessung 51.837 BRZ. Die vergrößerte Tragfähigkeit beträgt 17.200 tdw, es stehen jetzt 3.900 Lademeter zur Verfügung und in den Kabinen gibt es Platz für 1300 Passagiere. Die im ursprünglichen Schiff vorhandenen Kabinen, Restaurants und der Freizeit-Bereich mit Einkaufs- und Vergnügungsmöglichkeiten wurden während der Werftzeit modernisiert. Dieser beispielhafte Fährschiffsumbau der Lloyd-Werft wurde mit dem ShipPax Award 2008 ausgezeichnet.

### 2009: UmbauMein SchiffundMein Schiff 2

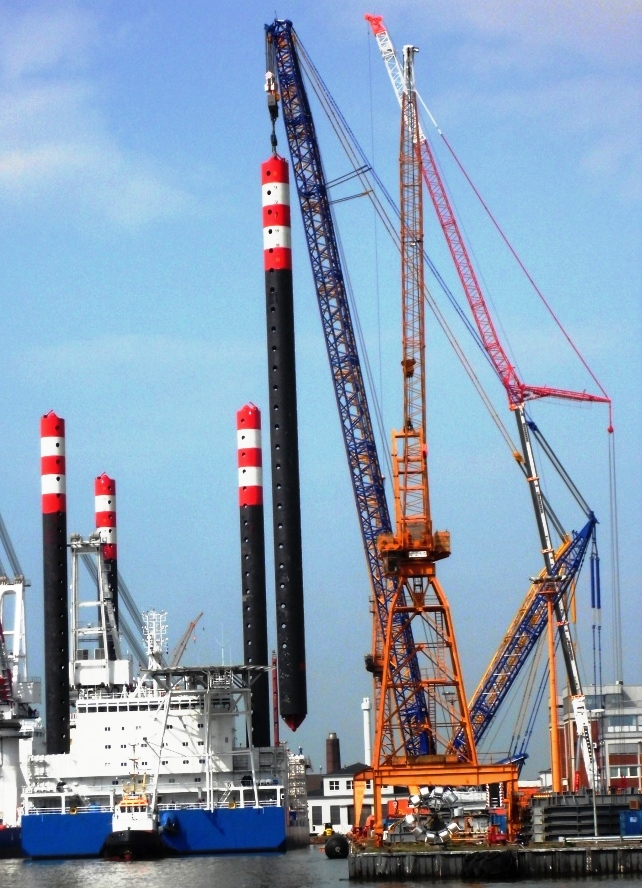
Einbau der Hubbeine an der Schwerlastpier auf der Lloyd-Werft

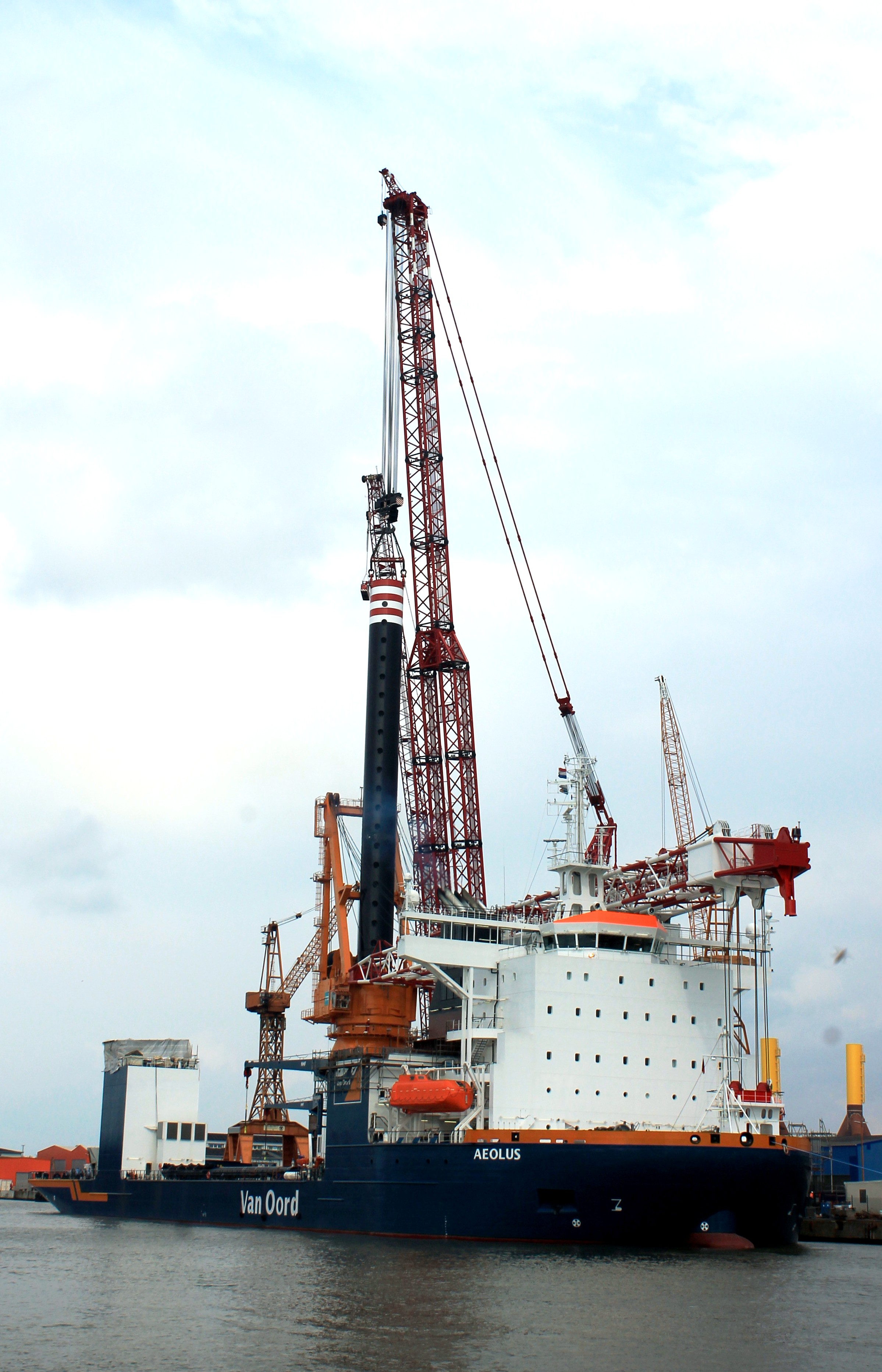
Einsetzen des Hubbeins Nr. 1 des von der Sietas-Werft gebauten Errichterschiffes Aeolus

In jeweils rund 40 Tagen wurden im Trockendock der Lloyd Werft 2009 und 2011 für je 50 Millionen Euro zwei Panamax-Kreuzfahrtschiffe der Century-Klasse umgebaut. Drei dieser Schiffe hatte die US-Reederei Celebrity Cruises 1993, die zu jener Zeit eine Tochtergesellschaft der griechischen Reederei Chandris war, bei der Meyer-Werft bestellt. Das zweite Schiff, die Galaxy, ist etwa 15 Meter länger, wodurch sie über eine erhöhte Passagierkapazität verfügt. und im November 1996 abgeliefert. Das dritte Schiff, die Mercury, ist nahezu baugleich mit der Galaxy. Die zwischenzeitlich in Celebrity Galaxy umbenannte Galaxy wurde 2009 an TUI Cruises, ein 50:50-Joint-Venture von Royal Caribbean Cruises und der TUI AG, verkauft und in rund 40 Tagen im Trockendock der Lloyd-Werft für 50 Millionen Euro umgebaut. Restaurants und Bar-Bereiche wurden erweitert und erneuert, es wurden Balkone angebaut und teilweise in Veranden umgewandelt. Wegen des zusätzlichen Gewichts wurde ein ca. 380 Tonnen schwerer Stahlunterbau – ein sogenannter Ducktail – im Heckbereich eingezogen. Die Fläche des Spa-Bereichs wurde verdoppelt. Nach dem Umbau wurde die Celebrity Galaxy 2009 in Mein Schiff und die Celebrity Mercury 2011 in Mein Schiff 2 umbenannt.

### 2007–2016: Spezial- und Offshoreschiffe

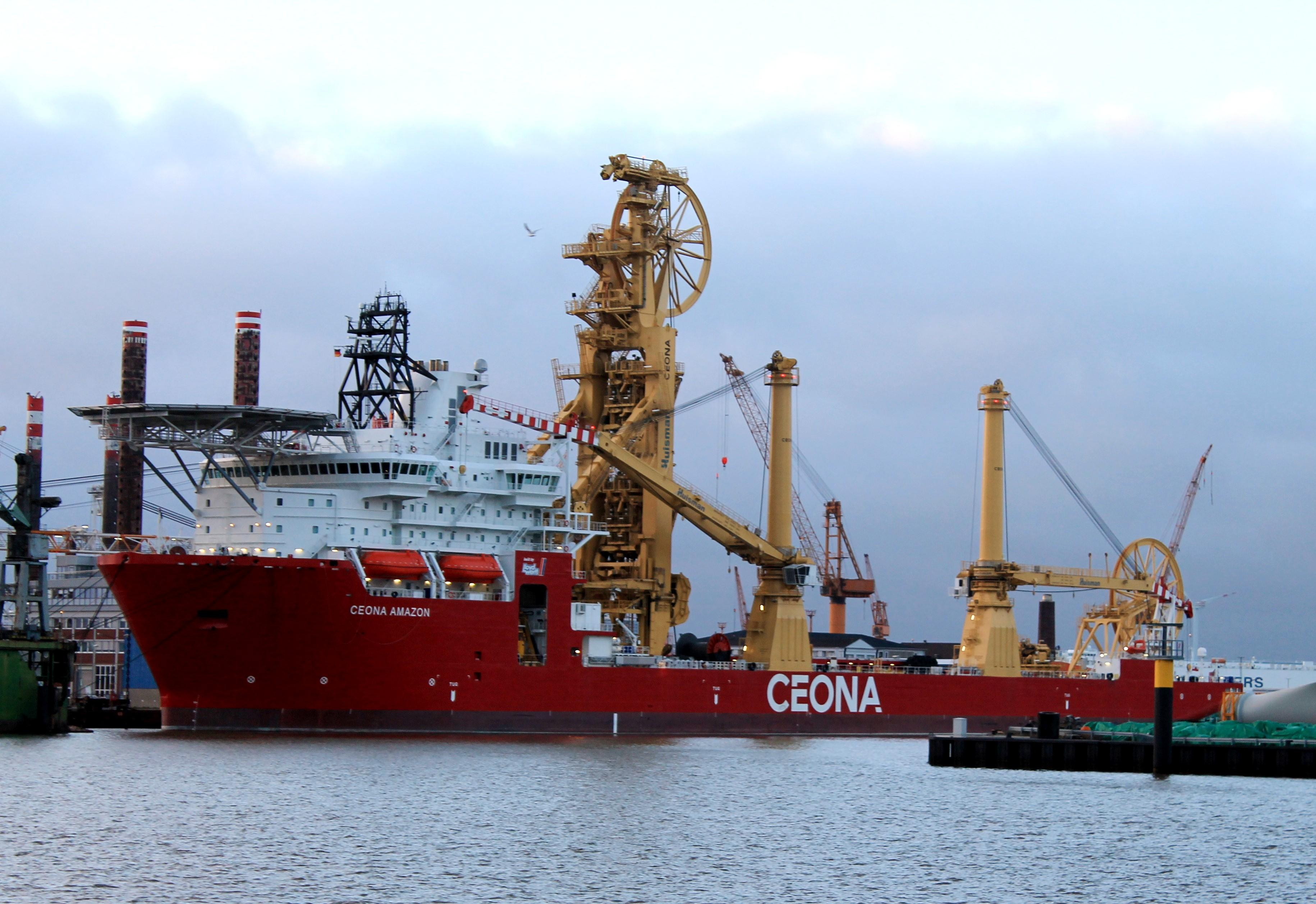
Die endausgerüstete Ceona Amazon bei der Lloyd-Werft Bremerhaven

Von 2007 bis 2010 entstanden vier Schiffe vom Typ Schwergut-Dockschiff als Kaskos in Danzig bei der CRIST-Werft und wurden von der Lloyd-Werft fertig gebaut, ausgerüstet und an K/S Combi Lift, ein Joint-Venture zwischen Harren & Partner in Bremen und J. Poulsen Shipping in Korsoer, Dänemark, abgeliefert. Diese Schiffe mit rund 17.000 BRZ sind sehr vielseitig als Schwergutschiffe, als RoRo-Schiffe sowie als Dockschiffe nutzbar. Mehrere Offshore-Windanlagen-Errichterschiffe wurden bei der Lloyd Werft endausgerüstet, erhielten hier an der Schwerlastpier die Hubbeine eingesetzt und kommen regelmäßig zum Umbau für neue Aufgaben an die Ausrüstungspier. Die Seabreeze-Klasse kam 2012 von Südkorea für die entsprechenden Restarbeiten. 2014 wurden hier die Hubbeine des bisher einzigen in Deutschland gebauten Errichterschiffes Aeolus eingesetzt.
Im Frühjahr 2012 wurde die 1984 bei Wärtsilä in Finnland gebaute, mit 44.588 BRZ vermessene und zuletzt von P&O Cruises eingesetzte Artemis innerhalb eines Monats für V. Ships/Phoenix Seereisen zur Artania umgebaut. Dabei wurden auf den Decks 5 und 6 fast 100 Kabinen mit Balkonen versehen. 2014 kam dieses Kreuzfahrtschiff wieder zur Lloyd-Werft und erhielt in rund 75 Tagen neben einer typischen Dockung ein umfangreiches Umbauprogramm. Dazu gehörten im Maschinenbereich neben einer komplett neuen Maschinenantriebsanlage ein neuer Dieselgenerator, neue Schalldämpfer, ein modernisiertes Frischwassersystem und eine Erneuerung der Brennstoffaufbereitungsanlage. Jetzt erhielten weitere 152 Kabinen auf Deck 7 und 8 Balkone.
2014 erfolgte der Neubau des Offshore-Spezialschiffes Ceona Amazon für die Londoner Reederei Ceona Ltd. zum Verlegen von Pipelines in extremen Wassertiefen. Der moderne Rohrleger ist rund 200 Meter lang, 32,2 Meter breit und bei einem Tiefgang von 8 Metern mit rund 31.250 BRZ vermessen. Die Aufbauten des bisher größten Seeschiff-Neubaus der Lloyd-Werft bieten Platz für 200 Mann Besatzung in 114 Kabinen. Die Besonderheiten sind u. a. zwei 400-Tonnen-Schwerlastkräne sowie ein 30-Tonnen-Knickarm-Kran mit Seegangskompensation. Sie ermöglichen Installationsarbeiten von großen Unterwasseranlagen in Wassertiefen bis zu 3000 Meter. Zur Verlegung von Rohrleitungen wurden von der niederländischen Firma Huisman spezielle aufwendige Anlagen des G-Rohrverlegungssystems an Deck eingebaut, die dem Schiff ein seltsames Aussehen verleihen. Es ist eine Decksfläche von 4.600 Quadratmetern für Rohr- und Rollenlagerung sowie eine Fertigungsstraße zum Zusammenfügen von starren Stahlrohren zur Pipeline vorhanden. Unter Deck wurden Windensysteme und umfangreiche Lagerkapazitäten für verschiedene Rohrsysteme vorgesehen. Zur Spezialausrüstung gehören zwei ROV (Remote Operating Vehicles – Tauchroboter) für Arbeiten in großen Tiefen.

### 2015–2022: Genting
Im September 2015 erwarb Genting Hong Kong für 17,5 Mio. Euro eine Mehrheitsbeteiligung an der Lloyd Werft. Anfang Januar 2016 erwarb Genting Hong Kong die restlichen Anteile an der Lloyd Werft Bremerhaven AG und der Lloyd Investitions- und Verwaltungs GmbH. Im Februar wurde bekannt, dass Nordic Yards von der Genting Group, dem Hauptaktionär von Genting Hong Kong, übernommen werden sollen.
Im März 2016 bestätigte die Genting Group die Übernahme von Nordic-Yards mit den dazugehörigen Werften für einen Kaufpreis von 230 Millionen Euro. Unter dem Namen Lloyd Werft Gruppe (Lloyd Werft Group) sollten die Standorte Bremerhaven, Wismar, Warnemünde und Stralsund mit damals zusammen gut 1700 Beschäftigten zusammengefasst werden. Insgesamt sollten in den folgenden zwei Jahren 85 Mio. Euro investiert werden, um die Werftengruppe für die kommenden Aufgaben auszustatten.
Im Zusammenhang mit dem Umbau eines Spezialschiffes gab es Probleme, die gegenüber dem Mutterkonzern verschwiegen wurden. Daraufhin wurde die Bremer Niederlassung der Wirtschaftsprüfungsgesellschaft PricewaterhouseCoopers (pwc) beauftragt, die Vorgänge bei der Lloyd Werft näher zu untersuchen.
Im Juli 2016 gab Genting Hong Kong die Gründung der Gruppe MV Werften bekannt, um das ehrgeizige Neubauprogramm unter dieser Marke umzusetzen; die Lloyd Werft Bremerhaven sollte sich weiterhin auf das Umbau- und Reparaturgerschäft konzentrieren und sie diene bei Bedarf als zusätzliche Unterstützung.
Ende Februar 2017 informierte die Geschäftsführung und der Betriebsrat die Stammbelegschaft der Bremerhavener Lloyd Werft darüber, dass in einer strategischen Neuausrichtung 117 der rund 400 Stellen abgebaut würden. Die 117 Kollegen, die die Werft verließen, nahmen die dafür bereit gestellten 12 Millionen Euro Abfindungen voll in Anspruch. Sie wechselten zum 1. April 2017 in eine Transfergesellschaft. Die strategische Neuausrichtung richtete den Fokus primär auf den Bau von Megayachten und Prototypen aus. Dazu wurde das Personal aufgestockt und im Konstruktions- und Ingenieurbereich wurden Kooperationen mit geeigneten Partnern eingegangen.

#### Bau von Yachten
In Zusammenarbeit mit dem Designbüro judel/vrolijk wurde eine neue 96,5 Meter lange Yacht mit dem Projektnamen DIVA entwickelt. Die 139 m lange Expeditions-Motoryacht Solaris wurde im Mai 2021 abgeliefert.

### 2022: Insolvenz und Verkauf an Rönner/Zech
Schon im Dezember 2020 berichtete die Nordsee-Zeitung, dass die Werft vor dem Verkauf stehe. Im Februar 2021 wurde auf einer Betriebsversammlung die 350-köpfige Belegschaft der Lloyd-Werft informiert, dass die Werft zum Ende des Jahres 2021 stillgelegt werden solle, falls kein Käufer gefunden würde. Die Lloyd-Werft Bremerhaven meldete im Zuge der wirtschaftlichen Schwierigkeiten des Mutterkonzern Genting Hong Kong bzw. der Schwestergesellschaft MV Werften am 10. Januar 2022 Insolvenz an.
Im März 2022 erhielt ein aus der Bremerhavener Stahlbauunternehmen Rönner und der Bremer Zech Group bestehendes Konsortium den Zuschlag zur Übernahme der insolventen Bremerhavener Werft. Neben der insolventen Betriebsgesellschaft Lloyd Werft Bremerhaven GmbH wurde auch die nicht insolvente Besitzgesellschaft Lloyd Investitions- und Verwaltungs GmbH, Bremerhaven übernommen. Daneben hatte es noch einen arabischen Interessen gegeben. Dabei soll es sich um das Unternehmen Al Seer Marine in Abu Dhabi gehandelt haben. Von Seiten der Arbeitnehmervertretung wurde dies scharf kritisiert. Rönner und Zech sei es in erster Linie um die Grundstücke und Docks gegangen, während der arabische Investor die Belegschaft aufstocken wollte. Langfristig sei ein Personalabbau zu befürchten. Rönner dagegen kündigte im April 2022 an, die Belegschaft der Werft aufstocken zu wollen und den Schwerpunkt der geschäftlichen Aktivitäten zukünftig wieder beim Reparaturgeschäft zu setzen.

### 2023: Einstieg von Lürssen
2023 wurde der Einstieg von Lürssen bekannt. Das Bundeskartellamt genehmigte im Mai 2023, dass Lürssen sich mit 25 Prozent an der Lloyd Werft beteiligen darf. Die bisherigen Gesellschafter, Rönner und Zech, bleiben weiterhin beteiligt.
Ab 2025 will die Lloyd Werft sich an Ausschreibungen zum Bau von Konverterplattformen beteiligen (Name: Lloyd Energy). Vor dem Bau sind große Umbauarbeiten erforderlich.

## Neu- und Umbauten

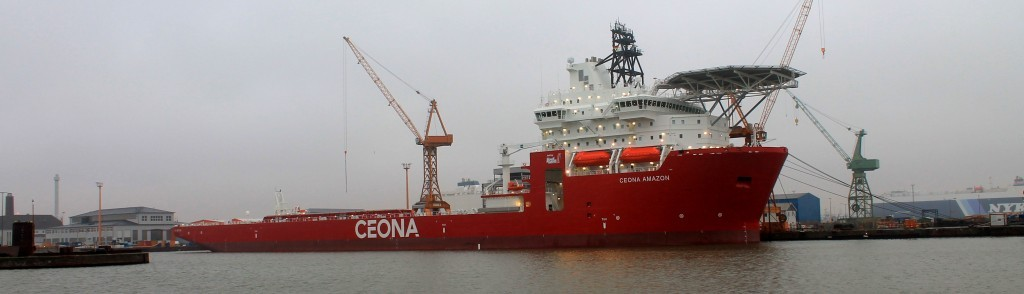
Die Ceona Amazon liegt in Bremerhaven bei der Lloyd-Werft zur Endausrüstung bei Huismann bereit (Dezember 2014)

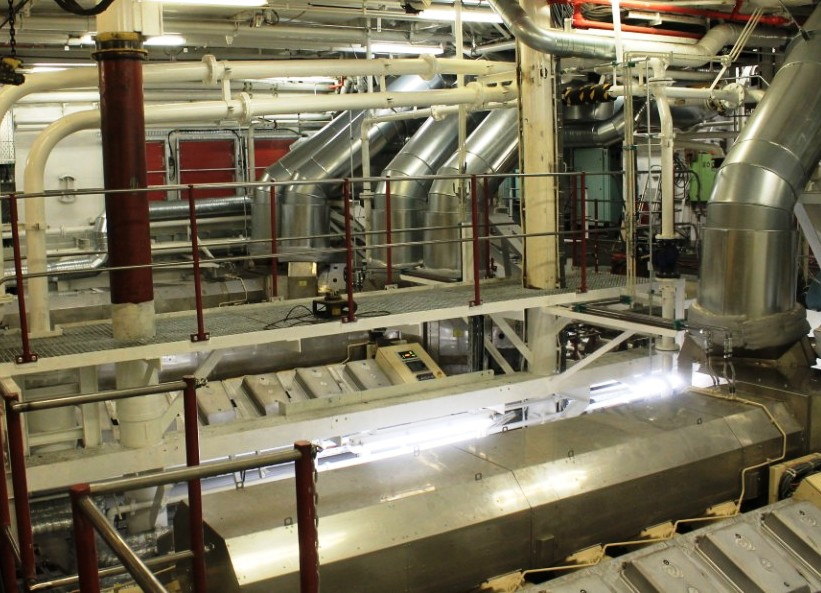
Blick auf die neue Motorenanlage der Artania (Dezember 2014)

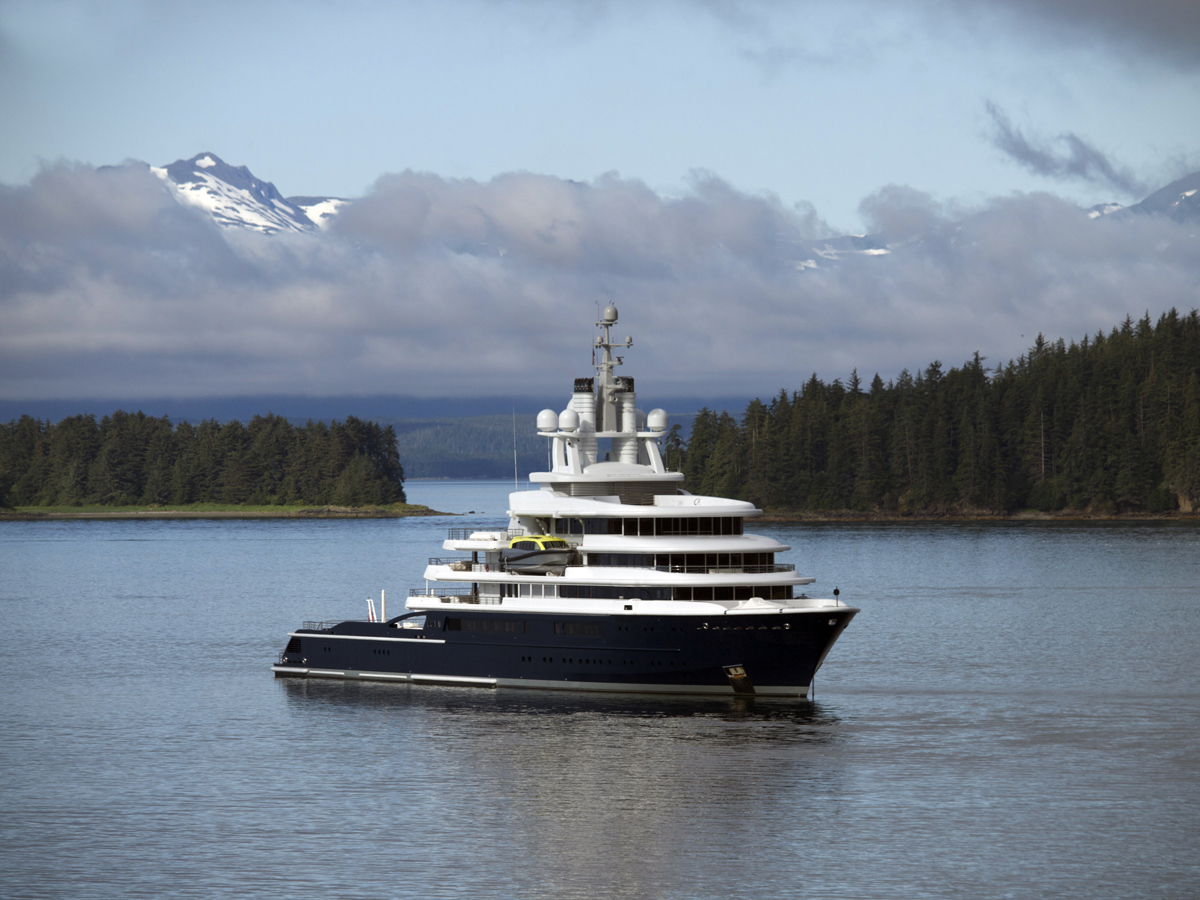
Megayacht Luna (Ablieferung 2010)

- 1979/1980: Umbau des französischen Luxusliners France zur Norway für den norwegischen Reeder Knut Kloster
- 1986/1987: Umbau und Modernisierung des britischen Passagier- und Kreuzfahrtschiffs Queen Elizabeth 2, der bis dahin weltweit größte Umbau eines Passagierschiffes
- 1996: Endausbau des Kreuzfahrtschiffs Costa Victoria (in Zusammenarbeit mit dem Bremer Vulkan)
- 1997/1998: Die Kreuzfahrtschiffe Norwegian Dream und Norwegian Wind wurden jeweils um 40 m verlängert
- 1999: Fertigstellung des Kreuzfahrtschiffs Norwegian Sky, ursprünglich als Costa Olympia beim Bremer Vulkan begonnen und nach dessen Konkurs dort nicht mehr fertiggestellt
- 2001/2002: Neubau des Kreuzfahrtschiffes Norwegian Sun, dessen Kasko bei Aker MTW in Wismar gebaut und dann nach Bremerhaven geschleppt wurde
- 2004/2005: Neubau des amerikanischen Kreuzfahrtschiffs Pride of America; das Schiff sank während eines Sturms am Ausrüstungskai der Werft, musste aufwändig repariert werden und brachte damit die Werft an den Rand der Insolvenz
- 2006: Verlängerungen von vier Cala-Kühlschiffen für die Seatrade Groningen B.V. wobei die Cala Palma durch einen Brand bei Schweißarbeiten beschädigt wurde
- 2007: Die Stena Britannica wurde um 30 m, die Stena Hollandica um 50 m verlängert; es entstanden mit einer Gesamtlänge von etwa 240 m die längsten Fracht- und Passagierfähren der Welt
- 2008 Neubau Blue Giant
- 2009: Die Celebrity Galaxy wurde in 38 Tagen für 50 Mio. Euro umgebaut und erhielt den Namen Mein Schiff (heute: Marella Explorer)
- 2010: Umbau der Frachtfähre Stena Trader; u. a. Verkürzung um 12,8 m, Erhöhung der Passagier-Kapazität von 350 auf 1000 durch Erweiterung der Aufbauten, Einbau einer weiteren Heckrampe und eines Hängedecks für Pkw
- 2007–2010: Neubau der Megayacht Luna mit einer Länge von 114,6 m
- 2011: Umbau der Celebrity Mercury (wie beim Schwesterschiff Celebrity Galaxy),  anschließend wie ihre Schwester von TUI Cruises, unter dem neuen Namen Mein Schiff 2, eingesetzt. Bis auf einige Details im Innenausbau wurden beide Schiffe weitgehend gleich.
- 2014: Neubau des Offshore-Spezialschiffes Ceona Amazon; Ablieferung nach knapp 17 Monaten Bauzeit, größtes Offshore-Spezialschiff (circa 200 m lang, 32 m breit, 8 m Tiefgang, 31.240 BRZ) für das Verlegen von Pipelines in extremen Wassertiefen bis zu 3.000 Metern.
- 2014: Im Oktober wurde die Artania im Passagier- und Maschinenbereich aufwendig modernisiert. Die Pielstick-Motoren wurden durch vier neue 12-Zylinder-Dieselmotoren der Baureihe Wärtsilä 32 ersetzt. Darüber hinaus erhielt das Schiff einen neuen 8-Zylinder-Hilfsdiesel der gleichen Baureihe, neue Schalldämpfer, ein neues Kühlwassersystem und eine neue Brennstoffaufbereitung[30]
- 2021: Ablieferung der Megayacht Solaris.
- 2021: Endausrüstung der mit 183 Meter Länge und 17.000 BRZ Vermessung weltgrößten Yacht REV Ocean[31]